# Toshinao Nakagawa
Pour les articles homonymes, voir Nakagawa (homonymie).
Toshinao Nakagawa (中川 俊直, Nakagawa Toshinao) est un homme politique japonais, membre du Parti libéral-démocrate. Issu d'une famille politique d'élite, Toshinao Nakagawa a démissionné en avril 2017 à la suite d'informations faisant état d'une liaison extraconjugale.

## Biographie

### Carrière de journaliste
Toshinao Nakagawa avait auparavant travaillé comme journaliste pour TV Tokyo et comme secrétaire pour son père Hidenao Nakagawa (en).

### Carrière en politique
En 2012, Toshinao Nakagawa représentait une circonscription d'Hiroshima (Hiroshima n° 4). Toshinao était vice-ministre parlementaire de l'Économie, du Commerce et de l'Industrie. Il a été remplacé par Masaki Ogushi suite à sa démission.
Toshinao Nakagawa a démissionné suite à des allégations publiées dans le Shūkan Shinchō selon lesquelles il avait une maîtresse, qui à son tour a rompu avec lui lorsqu'elle a appris qu'il était en couple avec une autre députée du Parti libéral-démocrate, Megumi Maekawa. L'une de ses liaisons aurait abouti à une fausse cérémonie de mariage à Hawaï. 
Le 21 avril 2017, il a soumis un avis de démission du PLD et s'est excusé pour sa conduite dans une publication sur Facebook.